# Petaloproctus ornatus
Petaloproctus ornatus är en ringmaskart som beskrevs av Hartman 1969. Petaloproctus ornatus ingår i släktet Petaloproctus och familjen Maldanidae. Inga underarter finns listade i Catalogue of Life.